# Орхово
 Тази статия е за селото в Чеча.  За селото в Преспа вижте Орово.  
О̀рхово или Орово (на гръцки: Σταυροδρόμι, Ставродроми, катаревуса Σταυροδρόμιον, Ставродромион, до 1927 година, Όροβα, Орова или Όρχοβο, Орхово, катаревуса Όρχοβον, Орховон) е обезлюдено село в Република Гърция, разположено на територията на дем Драма, област Източна Македония и Тракия.

## География
Орхово се е намирало в югозападните склонове на Родопите, североизточно от Драма и източно от Любан. Попада в историко-географската област Чеч. Съседните му села са Граждел, Бърхово, Глум, Кальош, Бичово, Черешово и Черкишен.

## История
В края на XIX век според Тодор Симовски селото е помашко. След Междусъюзническата война в 1913 година, попада в Гърция. В преброяванията от 1913 и 1920 година фигурира като напуснато село, което означава, че е обезлюдено в Балканските войни. В 1924 година в него са заселени 4 гръцки бежански семейства с 13 души. През 1927 година името на селото е сменено от Орхово (Όρχοβο) на Ставродроми (Σταυροδρόμι), което в превод значи „кръстопътища“. Към 1928 година в Орхово има 2 гръцки семейства с 8 души - бежанци от Турция. Но климатът и планинският терен не се харесва на гръцките бежанци, пристигащи от плодородната Източна Тракия и те изоставят селото след известно време, заселвайки се в по-богати региони на страната.
| Година    | 1913 | 1920 | 1928 | 1940 | 1951 | 1961 | 1971 | 1981 | 1991 | 2001 | 2011 | 2021 |
| --------- | ---- | ---- | ---- | ---- | ---- | ---- | ---- | ---- | ---- | ---- | ---- | ---- |
| Население | 0    | 0    | 13   |      |      |      |      |      |      |      |      |      |